# فهرست فرودگاه‌های پالائو
این مقاله شامل فهرست فرودگاه‌های پالائو است که بر پایهٔ مکان قرارگیری آن‌ها مرتب شده است.

## فرودگاه‌ها
| ایالت  | جزیره     | ایکائو | یاتا | موقعیت‌یاب | نام فرودگاه                   | مختصات                                                         |
| ------ | --------- | ------ | ---- | --------- | ----------------------------- | -------------------------------------------------------------- |
| Airai  | Babeldaob | PTRO   | ROR  | ROR       | فرودگاه بین‌المللی رومن ت‌متچول | ۰۷°۲۲′۰۲″ شمالی ۱۳۴°۳۲′۳۹″ شرقی / ۷٫۳۶۷۲۲°شمالی ۱۳۴٫۵۴۴۱۷°شرقی |
| انگاور | انگاور    |        |      | ANG       | فرودگاه تک‌بانده انگاور        | ۰۶°۵۴′۲۳″ شمالی ۱۳۴°۰۸′۴۲″ شرقی / ۶٫۹۰۶۳۹°شمالی ۱۳۴٫۱۴۵۰۰°شرقی |
| پللیو  | پللیو     |        |      | C23       | فرودگاه صحرایی پللیو          | ۰۶°۵۹′۵۴″ شمالی ۱۳۴°۱۳′۵۸″ شرقی / ۶٫۹۹۸۳۳°شمالی ۱۳۴٫۲۳۲۷۸°شرقی |